# Mariología de los papas
La Mariología de los papas es el estudio teológico de la influencia que los papas han tenido en el desarrollo, formulación y transformación de las doctrinas y devociones de la Iglesia católica relativas a la Virgen María.
El desarrollo de la mariología a lo largo de los siglos se ha visto influido por una serie de factores, entre los cuales las directrices papales han representado a menudo hitos clave. Ejemplos de influencias papales son las nuevas fiestas marianas, las oraciones, la aceptación de nuevas congregaciones marianas, las indulgencias, el apoyo a las apariciones marianas (por ejemplo, Lourdes y Fátima) y la declaración de dogmas marianos.
"El siglo que precedió al Concilio Vaticano II fue posiblemente la época más fértil para los estudios marianos católicos"  Varios papas han hecho de los temas marianos una parte clave de su papado, por ejemplo León XIII publicó la cifra récord de once encíclicas sobre el rosario, Pío XII invocó el caso de ex cathedra infalibilidad papal para establecer un dogma mariano y Juan Pablo II construyó su escudo de armas personal en torno a la cruz mariana.
Los Papas también han destacado el tema clave de la Mariología católica del vínculo entre el estudio de María y el desarrollo de una Cristología completa, por ejemplo en Mystici Corporis Christi de Pío XII y Redemptoris Mater de Juan Pablo II.

## Influencias papales en la mariología
Los Papas fueron muy importantes para el desarrollo de la doctrina y la veneración de la Santísima Virgen. Tomaron decisiones no sólo en el ámbito de las creencias marianas (Mariología) sino también en las prácticas marianas y  devociones. Los Papas promulgaron la veneración y las creencias marianas autorizando: nuevas fiestas marianas, oraciones e iniciativas marianas, aceptación y apoyo de congregaciones marianas, indulgencias y privilegios especiales, y apoyo a las devociones marianas.
También ha influido el reconocimiento formal de apariciones marianas (como en Lourdes y Fátima). Los Papas han promovido la devoción mariana a través de encíclicas, cartas apostólicas y con dos dogmas (Inmaculada Concepción y Asunción), la promulgación del año mariano (Pío XII, Juan Pablo II), visitas a  santuarios marianos (Benedicto XVI en 2007) y en 2018 el papa Francisco decretó que la memoria de la Santísima Virgen María, Madre de la Iglesia se insertara en el Calendario Romano el lunes después de Pentecostés (también conocido como Lunes de Pentecostés).
Opiniones populares como la Inmaculada Concepción y la Asunción se convirtieron con el tiempo en doctrina papal. Los Papas también han limitado y advertido contra algunas prácticas devocionales. En 1674 el Papa Clemente X (1670-1676) indexó los libros de piedad mariana. Tras el Concilio de Trento se fundaron cofradías marianas que fomentaban la piedad mariana, no todas aprobadas.
No todos los Papas tenían la misma opinión sobre las creencias y devociones marianas. El Papa Francisco advirtió que no se puede agradar a María si la honramos de una manera que disminuye el honor dado a su divino Hijo.

## Siglos XIII al XVII

### Clemente IV
El papa Clemente IV (1265-1268) creó un poema sobre los siete gozos de María, que en su forma se considera una versión temprana del rosario franciscano.{rp|1159}}

### Pío V
El 17 de septiembre de 1569, el papa Pío V promulgó la bula papal Consueverunt Romani Pontifices que popularizó el rosario. Antes de la Batalla de Lepanto en 1571 el papa Pío V pidió a la gente de Europa que rezara el rosario. Tras la victoria de la Liga Santa, declaró una fiesta conmemorativa que más tarde se convirtió en la Fiesta de Nuestra Señora del Rosario. Pío V incluyó en el catecismo que promulgó la segunda parte del Ave María que acababa de ser añadida en el Concilio de Trento: "Santa María, Madre de Dios, ruega por nosotros pecadores. "

### Clemente VIII
El papa Clemente VIII (1592-1605) consideró la piedad mariana la base de las reformas de la Iglesia y promulgó la bula Dominici gregis (3 de febrero de 1603) para condenar las negaciones de la virginidad de María. Promulgó las congregaciones marianas y apoyó la cultura del rosario con 19 bulas papaless.: 1162 

### Clemente X
El papa Clemente X (1670-1676) fomentó la piedad mariana con indulgencias adicionales y privilegios a órdenes religiosas y ciudades para celebrar fiestas marianas especiales. Se opuso a la piedad mariana de Luis de Montfort (canonizado por el papa Pío XII) con una bula publicada el 15 de diciembre de 1673 y proscribió algunas manifestaciones de devoción mariana. Varias bulas apoyaron la cita frecuente del rosario.: 1163 

## sigloXVIII

### Clemente XI
El papa Clemente XI (1700-1721) preparó el terreno para el dogma de la Inmaculada Concepción. Permitió el título de "Inmaculada Concepción" e instruyó al Santo Oficio en 1712 para que no persiguiera a nadie que invocara a María usando este título. La fiesta de la Inmaculada Concepción, que sólo existía a nivel regional, fue prescrita para toda la Iglesia. El Papa recomendó las enseñanzas y la piedad de Luis de Montfort y lo nombró Misionero Apostólico de Francia: 1163  El 3 de octubre de 1716, Clemente XI extendió la fiesta de Nuestra Señora del Rosario a la Iglesia Universal.: 1163 

### Benedicto XIII
El papa Benedicto XIII (1724-1730) concedió varias indulgencias en apoyo del rezo del rosario, de las procesiones del rosario y para rezar el rosario los 15 "martes marianos". Proscribió el rosario de las Serafinas en 1727 y extendió las fiestas de Nuestra Señora de los Siete Dolores y Nuestra Señora del Monte Carmelo a toda la Iglesia.: 672 

### Clemente XII
El papa Clemente XII (1758-1769) prohibió todas las letanías marianas excepto las Letanías lauretanas. En 1770 permitió que España tuviera a la Inmaculada como patrona principal del país, y en 1767 concedió a España el privilegio de añadir Mater Immaculata a las letanías.

### Benedicto XIV
El papa Benedicto XIV escribió libros sobre las fiestas de Cristo y María - De festis Christi en BMV.  Apoyó las congregaciones marianas para la Sodalidad de la Virgen María con la bula Gloriosae Dominae, emitida el 27 de septiembre de 1748, y aumentó las indulgencias para todos los que rezaran el rosario.: 672 

### Clemente XIV
El papa Clemente XIV (1769-1775) tuvo que lidiar con el malestar popular en el sur de Italia en relación con las celebraciones y procesiones de la Inmaculada Concepción. Concedió un privilegio a los franciscanos de Palermo para que sólo ellos pudieran celebrar la fiesta de la Inmaculada Concepción. Más tarde extendió el privilegio a otras órdenes sólo para misas privadas. Proscribió la cofradía de la Inmaculada Concepción, pero confirmó una orden caballeresca con el mismo nombre. Supuestamente, había prometido al rey de España dogmatizar la Inmaculada Concepción.

## sigloXIX

### Pío IX

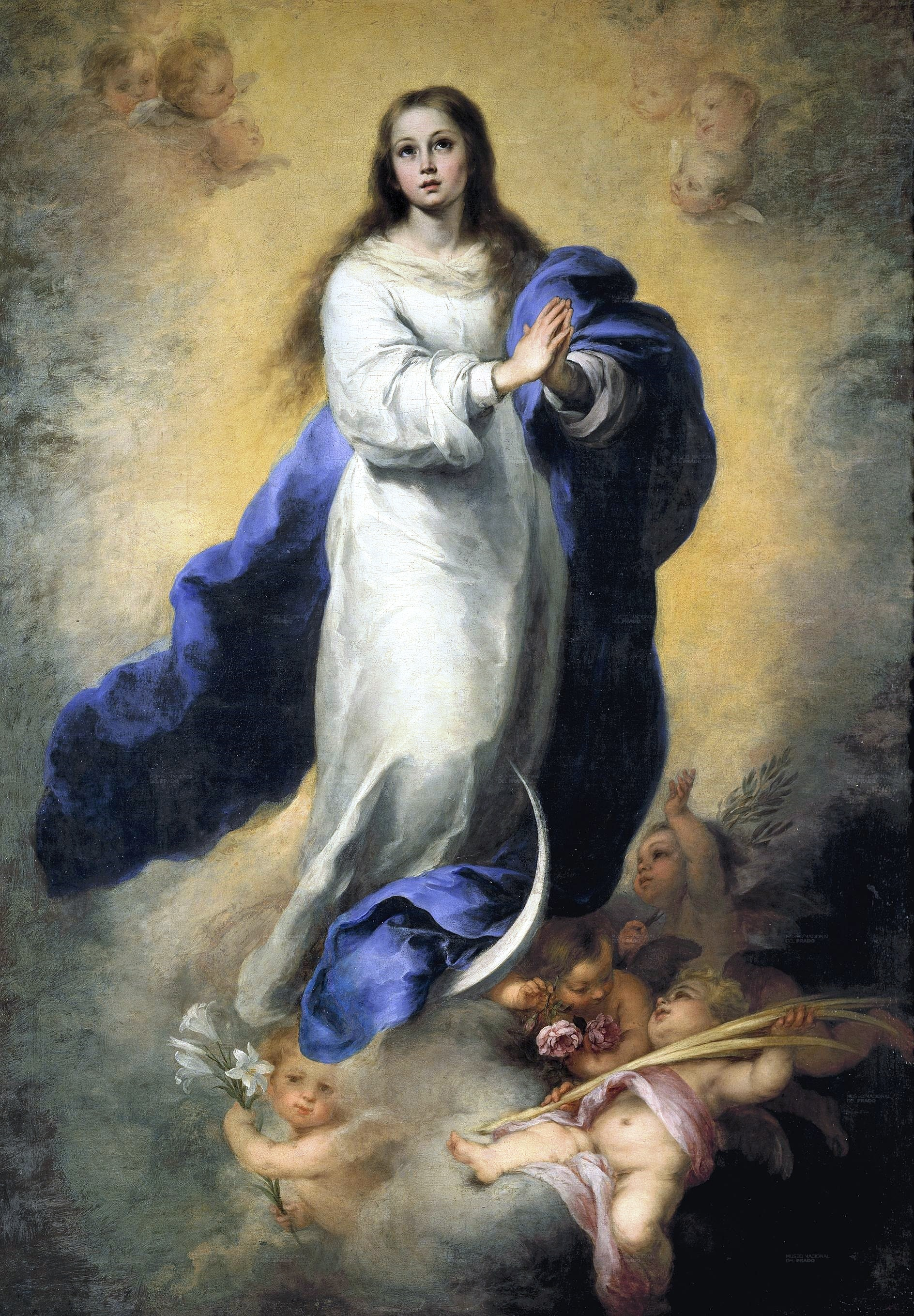
Pío IX dogmatizó la Inmaculada Concepción en 1854. (Murillo, La Inmaculada Concepción de El Escorial, 1660-1665)

La mariología del Papa Pío IX (1846-1878) representa un desarrollo significativo de la teología católica, ya que condujo a la promulgación del dogma de la Inmaculada Concepción. La teología católica del siglo XIX estuvo dominada por la cuestión de la Inmaculada Concepción de la Virgen María. Durante su pontificado aumentaron las peticiones solicitando la dogmatización de la Inmaculada Concepción. En 1848 Pío nombró una comisión teológica para analizar la posibilidad de un dogma mariano.{rp|245}}
En 1848 el Papa tuvo que huir de Roma, cuando un movimiento revolucionario se apoderó de los Estados Pontificios y del gobierno de la ciudad. Desde su exilio en Gaeta publicó la encíclica Ubi primum, solicitando la opinión de los obispos sobre la Inmaculada Concepción. Más del 90% de los obispos solicitaron la dogmatización.: 245  Pío IX se movió con cautela, el 10 de mayo de 1852, nombrando una comisión de veinte teólogos para preparar un posible texto del dogma. Una vez terminado, el 2 de diciembre de 1852, pidió a una comisión de cardenales que ultimara el texto.
Esto influyó en la eventual promulgación del dogma de la Asunción. El enfoque de Pío IX de buscar el consenso colegial fue citado por el papa Pío XII, cuando en Deiparae Virginis Mariae preguntó a los obispos sobre un posible dogma de la Asunción de la Virgen María.

#### 1854 proclamación de la Inmaculada Concepción
No fue hasta 1854 cuando Pío IX, con el apoyo de la inmensa mayoría de los obispos católicos, proclamó la Inmaculada Concepción. Ocho años antes, en 1846, el Papa había accedido al deseo unánime de los obispos de Estados Unidos, y declaró a la Inmaculada patrona de ese país.: 245  Durante el Concilio Vaticano I, unos 108 padres conciliares solicitaron añadir las palabras "Virgen Inmaculada" al Avemaría. Algunos padres solicitaron que el dogma de la Inmaculada Concepción se incluyera en el Credo de la Iglesia, a lo que se opuso Pío IX.: 566 

#### Rechazo de un dogma de la Asunción
Durante el Concilio Vaticano I, nueve peticiones de Mariología favorecían un posible dogma de la Asunción, pero a ello se opusieron firmemente algunos padres conciliares, especialmente de Alemania. El 8 de mayo los padres rechazaron una dogmatización en ese momento, rechazo compartido por Pío IX. Los padres conciliares resaltaron la maternidad divina de María y la llamaron madre de todas las gracias.: 566 
Pío IX creía en la Asunción de María, y reconocía la estrecha relación entre la Inmaculada Concepción de María y su elevación al cielo. Sin embargo, se resistió a los intentos de promulgar un segundo dogma mariano en dos décadas. Atribuyó a María su estrecha huida de Roma a Gaeta en 1848.: 245 

### Leo XIII
En su encíclica sobre el cincuentenario del dogma de la Inmaculada Concepción, el papa León XIII subraya el papel de María en la redención de la humanidad. Su mariología estuvo muy influida por Tomás de Aquino, especialmente su visión del papel de María en la Anunciación.: 97  El énfasis de León en el camino a través de María a Cristo ha sido una dirección clave en la mariología católica romana, con la mariología vista como inherente a la cristología, y el rosario allanando ese camino.

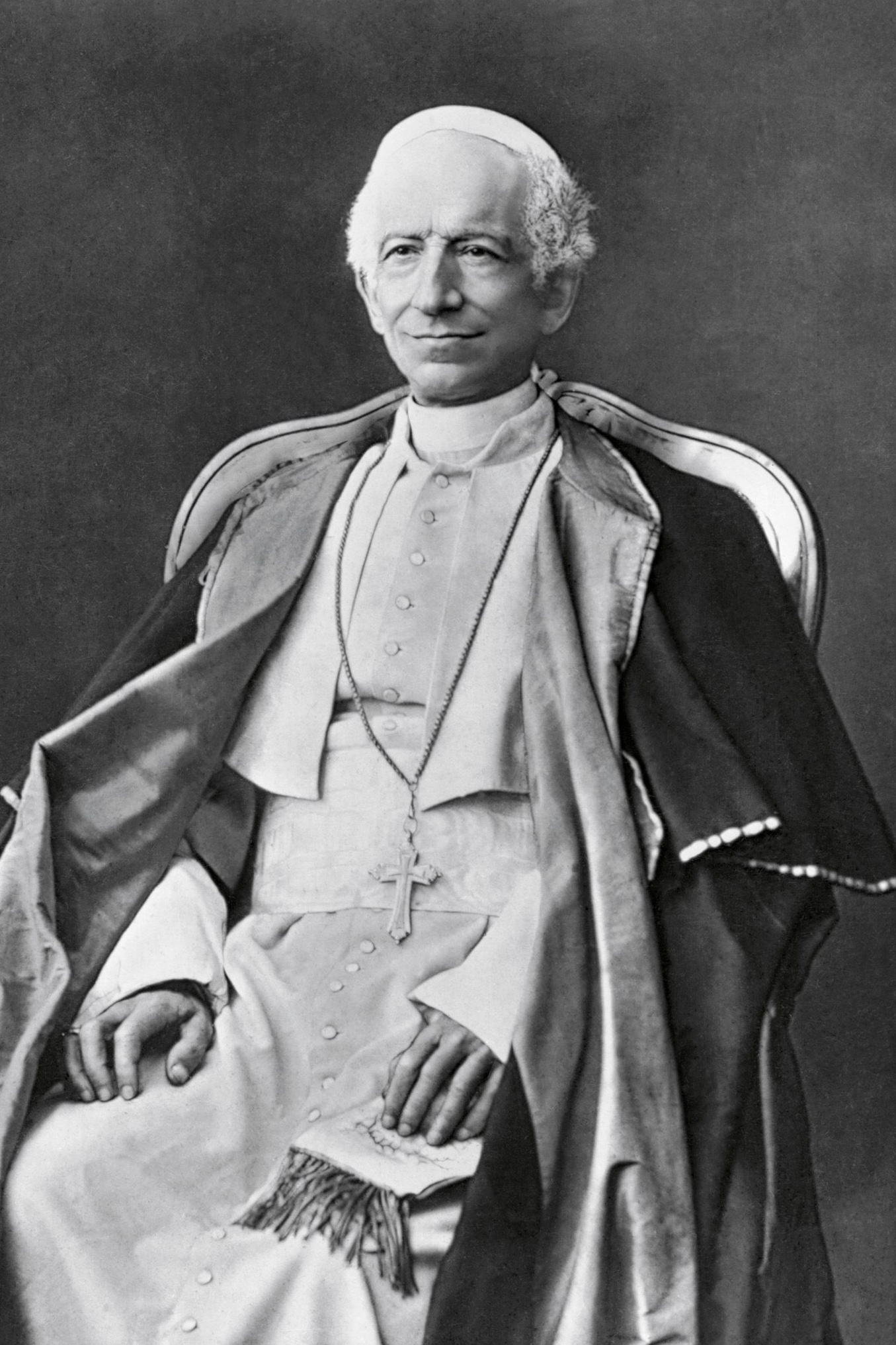
Papa León XIII

El papa León XIII (1878-1903) publicó un número récord de encíclicas sobre el rosario, instituyó la costumbre católica del rezo diario del rosario durante el mes de octubre y creó en 1883 la fiesta de la Reina del Santo Rosario. León XIII promulgó la devoción mariana a través de doce encíclicas sobre el rosario.: 41  Un siglo después de su muerte, León XIII es citado con frecuencia, más recientemente por el papa Benedicto XVI y Juan Pablo II.
Aplicó el análisis mariano de Luis de Montfort al análisis de la Iglesia en su conjunto. León empleó activamente su autoridad papal para apoyar la veneración de María en los lugares de sus apariciones. Tras la bendición e inauguración de la iglesia de Nuestra Señora en Lourdes, emitió el escrito apostólico Parte humanae generi apoyando las peregrinaciones a Lourdes y otros santuarios marianos.
León XIII declaró patrona de Cataluña a la Virgen de Montserrat e instituyó la fiesta de la Medalla Milagrosa en 1894. Condenó las herejías sobre la Inmaculada Concepción y discutió la relación de San José con María en la encíclica Quamquam pluries (15 de agosto de 1889).
León XIII explicó la importancia del rosario como único camino hacia Dios, del Padre al Hijo, a su Madre, y de ella al género humano. El rosario es un medio vital para participar en la vida de María y encontrar el camino hacia Cristo.

#### Mediatrix
.

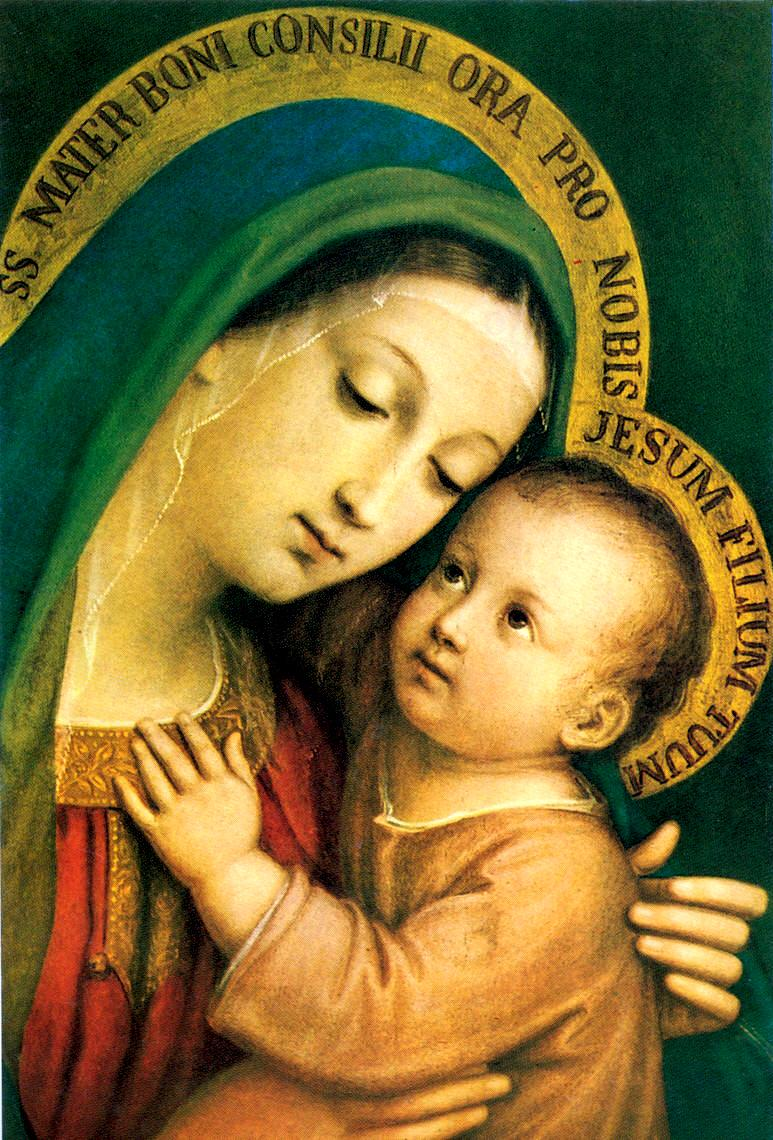
Leo XIII era devoto de Nuestra Señora del Buen Consejo, e incluyó su invocación en las Letanías luretanas. Esta imagen es obra de Pasquale Sarullo, el original se encuentra en Genazzano, cerca de Roma. Pío XII también puso su pontificado bajo el cuidado maternal de Nuestra Señora del Buen Consejo y le compuso una oración.

León XIII fue el primer Papa que abrazó plenamente el concepto de María como mediadora. En sus encíclicas sobre el rosario, describió a la Virgen María como mediadora de todas las gracias. En 1883 escribió que nada es tan salvífico y poderoso como pedir el apoyo de la Virgen, mediadora de la paz con Dios y de las gracias celestiales.: 30  En su encíclica del rosario Octobri Mense, afirmó que María es administradora de gracias en la tierra, parte de un nuevo orden de salvación.: 48 
En Dei Matris señaló que María es mediadora porque Cristo el Señor es también nuestro hermano: 62 . Y en Jucunda Semper afirmó que la razón más profunda por la que los católicos buscan la protección de María a través de la oración es, con toda seguridad, su oficio de mediadora de la gracia divina.: 83  En Augustissimae Virginis Mariae, escribió que invocar a María es la mejor manera de ser escuchado por Dios, y de encontrar la gracia divina.: 115 
León toma prestada de Tomás de Aquino la noción de que María, en la hora de la Anunciación, asumió el papel de ayudante en el misterio de la redención. Así, todos los cristianos nacen por María. Con Jesús, María llevó a todos en su seno. Por tanto, todos los cristianos son sus hijos.: 96 

#### Escapularios
Más que ningún otro papa, León XIII, que era él mismo miembro de la Pía Unión de Nuestra Señora del Buen Consejo, estaba profundamente unido a Nuestra Señora del Buen Consejo. El pequeño Escapulario de Nuestra Señora del Buen Consejo (el Escapulario Blanco) fue presentado por los Orden de San Agustín a León XIII quien, en diciembre de 1893, lo aprobó y lo dotó de indulgencias. El 22 de abril de 1903, León XIII incluyó la invocación  Mater boni consilii en las Letanías lauretanas.
Durante el reinado de su predecesor el papa Pío IX, el Escapulario de Nuestra Señora del Rescate fue aprobado previamente en 1868.

## sigloXX

### Pío X
El papa Pío X (1903-1914) promovió la comunión diaria. En su encíclica de 1904 Ad diem illum laetissimum, considera a María en el contexto de la "restauración de todo en Cristo". Espiritualmente, todos somos sus hijos y ella es nuestra madre. Por tanto, debe ser venerada como una madre. Cristo es la Palabra hecha carne y el Salvador de la humanidad. Tuvo un cuerpo físico como cualquier otro hombre: y como Salvador de la familia humana, tuvo un cuerpo espiritual y místico, la Iglesia. Esto, argumenta el Papa, tiene consecuencias para nuestra visión de la Santísima Virgen.
Ella "no concibió al Hijo Eterno de Dios sólo para que se hiciera hombre tomando de ella su naturaleza humana, sino dándole también la naturaleza humana de ella, para que fuera el Redentor de los hombres. María, llevando en sí al Salvador, llevaba también a todos aquellos cuya vida estaba contenida en la vida del Salvador. Por eso, todos los fieles unidos a Cristo son miembros de su cuerpo, de su carne y de sus huesos desde el seno de María, como un cuerpo unido a su cabeza. De un modo espiritual y místico, todos son hijos de María, y Ella es su Madre. Madre, espiritualmente, pero verdaderamente Madre de los miembros de Cristo"

### Benedicto XV
El papa Benedicto XV (1914-1922) fue un ferviente mariólogo, devoto de la veneración mariana y abierto a nuevas perspectivas teológicas. Se dirigió personalmente en numerosas cartas a los peregrinos de los santuarios marianos. Nombró a María Patrona de Baviera y permitió en México la fiesta del IC de Guadalupe. Para subrayar su apoyo a la teología mediadora, autorizó la Fiesta de María Mediadora de todas las Gracias. Condenó el mal uso de estatuas e imágenes marianas vestidas con ropas sacerdotales, que proscribió el 4 de abril de 1916.: 673 
Durante la Primera Guerra Mundial, Benedicto puso al mundo bajo la protección de la Bendita Virgen María y añadió la invocación María Reina de la Paz a las Letanías lauretanas. Promovió el culto a la Virgen María en todo el mundo, elevando a la categoría de basílica menor veinte santuarios marianos muy conocidos, como la abadía de Ettal, en Baviera. También promovió las devociones marianas en el mes de mayo en el espíritu de san Luis María Grignion de Montfort. La constitución dogmática sobre la Iglesia emitida por el Concilio Vaticano II cita la teología mariana de Benedicto XV.
En su encíclica sobre Efraín de Siria presenta a Efraín como un modelo de devoción mariana a nuestra madre que fue predestinada por Dios de manera única. El Papa Benedicto no publicó una encíclica mariana, pero abordó la cuestión de la Corredentora en su Carta apostólica, Inter Soldalica, publicada el 22 de marzo de 1918.

Como la bienaventurada Virgen María no parece participar en la vida pública de Jesucristo, y luego, de repente aparece en las estaciones de su cruz, no está allí sin intención divina. Sufre con su hijo sufriente y moribundo, casi como si hubiera muerto ella misma. Por la salvación de la humanidad, renunció a sus derechos de madre de su hijo y lo sacrificó por la reconciliación de la justicia divina, en la medida en que le estaba permitido. Por tanto, se puede decir que redimió con Cristo al género humano.

### Pío XI
El Papa Pío XI gobernó la Iglesia de 1922 a 1939. Durante su pontificado se discutió un posible dogma de la asunción. Concedió a Francia la patrona "Nuestra señora asunta al cielo patrona". En 1930, envió un delegado papal a la celebración de la casa de María en Loreto, y en 1931, 1500 años después del Concilio de Éfeso, hizo un llamamiento a la Iglesia ortodoxa separada para venerar juntos a María y superar el cisma. En varios escritos apostólicos apoyó el rezo del rosario. En 1931 instituyó la fiesta de la maternidad de María. Al Papa Pío XI le gustaba citar a Bernardo de Claraval: "Todo lo tenemos por María".: 246 

### Pío XII

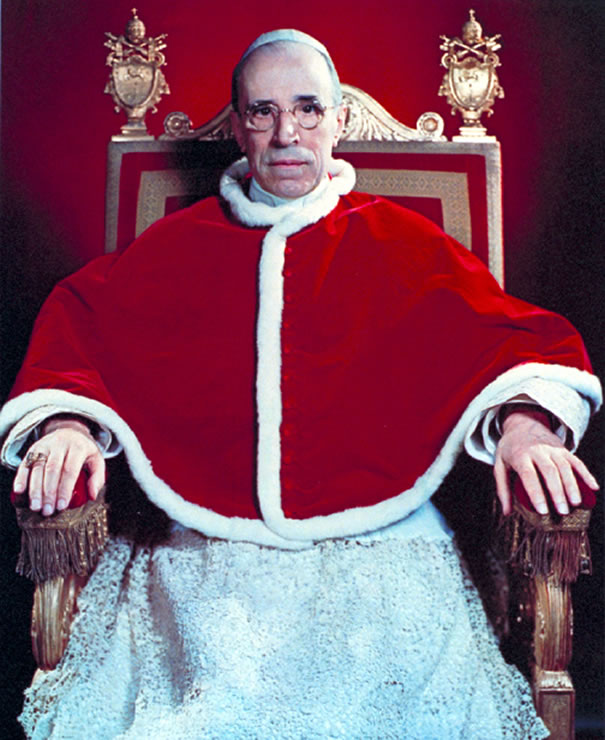
El papa Pio XII

Eugenio Pacelli era devoto de la Virgen María y, de joven, dos imágenes en Roma recibían particular veneración: Nuestra Señora del Buen Camino y la Salus Populi Romani.
El papa Pío XII fue calificado como el papa más mariano de la historia de la Iglesia. Puso su pontificado bajo la protección de la Virgen.
En la encíclica de 1943 Mystici Corporis Christi, Pío XII habla del dogma de la Inmaculada Concepción de 1854 promulgado por Pío IX. María, cuya alma sin pecado estaba llena del espíritu divino de Jesucristo por encima de todas las demás almas creadas, "en nombre de todo el género humano" dio su consentimiento "para un matrimonio espiritual entre el Hijo de Dios y la naturaleza humana", elevando así la naturaleza humana más allá del ámbito de lo puramente material. A través de sus poderosas oraciones, obtuvo que el espíritu de nuestro divino redentor fuera otorgado a la recién fundada Iglesia en Pentecostés. Ella es la Santísima Madre de todos los miembros de Cristo, y reina en el cielo con su Hijo, su cuerpo y alma refulgentes de gloria celestial.
Muchos de los santos canonizados por Pío XII eran profundamente devotos de María, como Pedro Chanel, Juana de Lestonnac, el Papa Pío X, Catalina Labouré y Antonio María Claret.

#### Fátima
Pacelli fue consagrado arzobispo en la Capilla Sixtina por el Papa Benedicto XV el 13 de mayo de 1917, el mismo día de la supuesta primera aparición de Nuestra Señora de Fátima. Su Secretario de Estado, el cardenal Luigi Maglione diría más tarde que el Papa se había sentido profundamente conmovido por el paralelismo de su consagración episcopal y la aparición en Fátima. Refiriéndose a su consagración episcopal el Papa Pío dijo:
En la misma hora en que el Señor ponía sobre nuestros hombros la preocupación de toda la Iglesia, en el monte de Fátima aparecía por primera vez la Reina Blanca del Santo Rosario, como si la Madre de la Misericordia quisiera indicarnos, que en los tiempos tormentosos de nuestro pontificado, en medio de la gran crisis de la historia humana, tendríamos siempre la asistencia maternal y vigilante de la gran conquistadora, que nos protegería y guiaría.
.
El cardenal Tedeschini, que estuvo presente en la consagración de 1917, añadió su punto de vista a la coincidencia: "El pontificado de Pío XII se centra en Fátima, el 13 de mayo. Fue Nuestra Señora de Fátima, quien se conectó con la persona y el futuro de Eugenio Pacelli, haciéndolo consagrar por manos del Papa Benedicto XV a la plenitud del sacerdocio en el mismo día y hora en que la Santísima Virgen con sus mensajes descendió por primera vez a Fátima. El 13 de mayo está grabado en todos nuestros corazones, cuánto más en el corazón de este Papa.
El 13 de mayo de 1942, 25 aniversario de la primera aparición, y bodas de plata de la consagración episcopal del Papa Pío XII, el Vaticano publicó los Mensajes y Secretos de Fátima. En mayo de 1946, autorizó a su representante personal, Cardenal Masella a presidir una coronación canónica de la imagen de Nuestra Señora de Fátima, en el Santuario de Fátima, Portugal. "La Virgen fiel nunca defraudó la confianza, puesta en ella. Ella se transformará en una fuente de gracias, gracias físicas y espirituales, sobre todo Portugal, y desde allí, rompiendo todas las fronteras, sobre toda la Iglesia y el mundo entero."
El 18 de mayo de 1950, el Papa envió un mensaje al pueblo portugués: "Que Portugal no olvide jamás el celestial mensaje de Fátima, que, antes que nadie, tuvo la bendición de oír. Conservar Fátima en el corazón y traducir Fátima en obras, es la mejor garantía de gracias siempre mayores"

#### Año mariano
Con la encíclica del 8 de septiembre de 1953 Fulgens Corona, Pío XII se convirtió en el primer Papa en convocar un año mariano, práctica continuada por Juan Pablo II en 1987. Fijado para 1954, el año mariano incluía iniciativas en los ámbitos de la mariología, los actos culturales, la caridad y las reuniones sociales: 534 

#### Lourdes
.

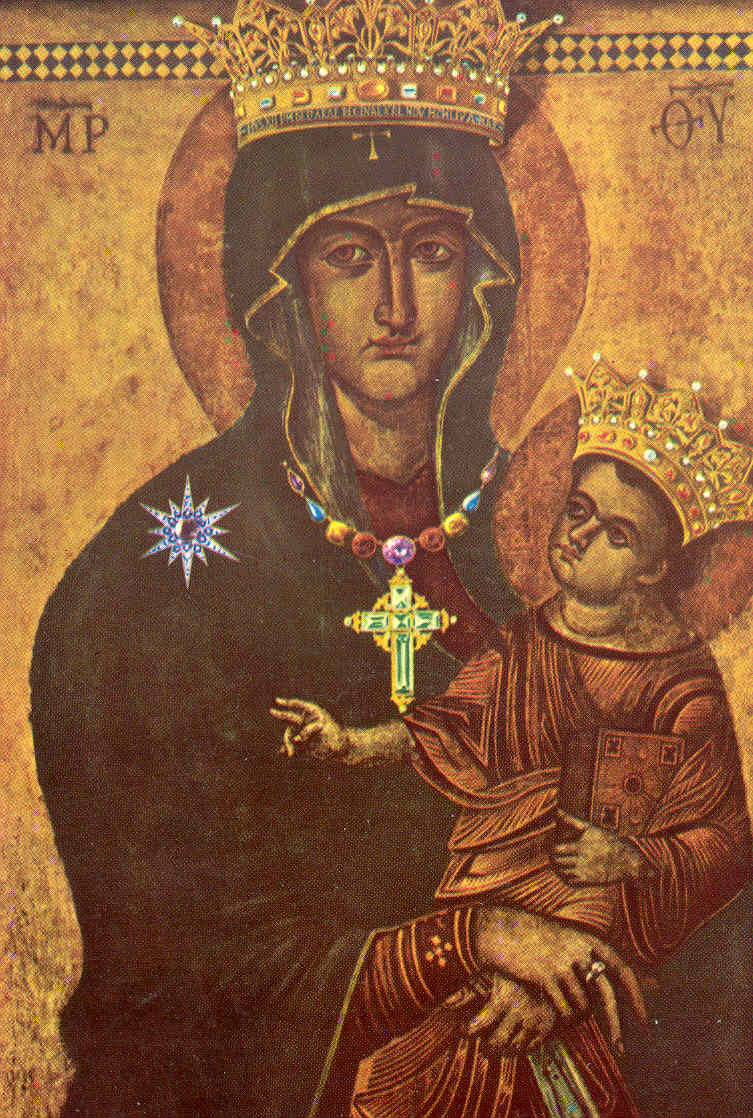
El 1 de abril de 1899, Eugenio Pacelli dijo su primera misa en la Salus Populi Romani. Cincuenta años más tarde, coronó esta imagen para el año mariano 1954, como se muestra aquí

La encíclica Le pèlerinage de Lourdes fue publicada el 2 de julio de 1957. La encíclica representa el pronunciamiento más firme del magisterio pontificio sobre las apariciones marianas en la historia de la Iglesia católica. En ella, Pío evoca gratos recuerdos de la peregrinación a Lourdes que realizó como delegado pontificio en las celebraciones eucarísticas y marianas de 1937. El Papa recuerda a los fieles de Francia que toda tierra cristiana es una tierra mariana y que "no hay una sola nación redimida con la sangre de Cristo que no se gloríe de proclamar a María su Madre y Patrona"  A continuación recuerda la historia de la veneración mariana, la historia de Lourdes y las aportaciones de los Papas a su veneración en Lourdes.
Las familias cristianas deben permanecer fieles a su misión vital en la sociedad y consagrarse, en este año jubilar, al Corazón Inmaculado de María. Para los matrimonios, esta consagración será una valiosa ayuda en sus deberes conyugales de castidad y fidelidad, y mantendrá puro el ambiente en el que crecen los niños.
"Los asuntos profesionales y cívicos ofrecen un vasto campo de acción mariana. Reunidos a los pies de la Virgen y abiertos a sus enseñanzas, el examen de conciencia desarraigará los falsos juicios y los impulsos egoístas. ...La búsqueda de la paz social y política entre los hombres es, ante todo, un problema moral, porque ninguna reforma puede dar fruto, ningún acuerdo duradero, sin una conversión y una purificación del corazón. En este año jubilar, la Virgen de Lourdes recuerda esta verdad a todos los hombres" .
Pío XII enseña que María mira con un afecto especial a algunos de sus hijos, los humildes, los pobres y los afligidos que Jesús tanto amó.
Ve a Ella, tú que estás aplastado por la miseria material, indefenso ante las dificultades de la vida y la indiferencia de los hombres. Id a ella, vosotros que sois asaltados por las penas y las pruebas morales. Id a ella, queridos inválidos y enfermos, que sois sinceramente acogidos y honrados en Lourdes como miembros sufrientes de nuestro Señor. Acudid a ella y recibid la paz del corazón, la fuerza para vuestros deberes cotidianos, la alegría por el sacrificio que ofrecéis.
El Pontífice afirma que la Virgen Inmaculada conoce los caminos secretos por los que la gracia actúa en las almas. Ella conoce también el gran precio que Dios atribuye a los sufrimientos, unidos a los del Salvador. La encíclica concluye con una cita de Bernardo de Claraval: "En medio de peligros, dificultades y dudas, piensa en María, invoca la ayuda de María. ...Si la sigues, no te extraviarás; si le suplicas, no perderás la esperanza; si reflexionas sobre ella, no errarás; si te sostiene, no caerás; si te protege, no temerás; si te guía, no te cansarás; si te es propicia, alcanzarás tu meta. "

#### Consagración al Inmaculado Corazón
El 31 de octubre de 1942, el papa Pío XII consagró el género humano y posteriormente Rusia al Corazón Inmaculado de María.
El mismo día, en un discurso radiofónico, informó al pueblo de Portugal sobre las apariciones de Fátima, consagrando el género humano al Inmaculado Corazón de la Virgen, con mención específica de Rusia. El 8 de diciembre de 1942, el Pontífice declaró oficial y solemnemente esta consagración en una ceremonia en la Basílica de San Pedro de Roma.
La Consagración al Inmaculado Corazón de María tuvo lugar el 31 de octubre de 1942, justo antes de los momentos cruciales de la Segunda Guerra Mundial. Pío XII consagró a María no sólo a la Iglesia, sino a todo el género humano, como "Padre de la cristiandad", como representante de Cristo, a quien "todo poder le ha sido dado [...] en el cielo y en la tierra" (At 28,18 ).En aquel momento, las tropas alemanas al mando del general Rommel habían conquistado zonas estratégicas del norte de África y avanzaban hacia el Canal de Suez. En el Pacífico, tras Pearl Harbor, las fuerzas imperiales japonesas ocupaban territorios cada vez más extensos, y Rusia experimentaba una invasión alemana en constante expansión. En esta situación, el papa Pío XII, al igual que sus predecesores, puso su confianza en la oración. El 31 de octubre de 1942, convocó una cruzada de oración a la Reina de la Paz, y dedicó todo el género humano y especialmente Rusia al Inmaculado Corazón de María.
En 1944, el Papa Pío XII prescribió la fiesta del Corazón Inmaculado de María para toda la Iglesia y puso su pontificado bajo el especial patrocinio de la Virgen, En su Carta Apostólica del 7 de julio de 1952, Sacro Vergente anno, Pío consagró Rusia a la Santísima Virgen María.
El 1 de mayo de 1948, en Auspicia quaedam, el Papa Pío pidió la consagración al Corazón Inmaculado de cada familia católica, parroquia y diócesis. Es nuestro deseo, en consecuencia, que dondequiera que se presente la oportunidad, se haga esta consagración en las diversas diócesis, así como en cada una de las parroquias y familias.

#### Mariología de Pío XII
El dogma de la Inmaculada Concepción de Pío IX de 1854 definió a la Virgen concebida sin pecado, como madre de Dios y madre nuestra. El Papa Pío XII lo desarrolló en Mystici corporis, que resume su mariología: María, cuya alma sin pecado estaba llena del espíritu divino de Jesucristo por encima de todas las demás almas creadas, "en nombre de todo el género humano" dio su consentimiento "para un matrimonio espiritual entre el Hijo de Dios y la naturaleza humana", elevando así la naturaleza humana más allá del ámbito de lo puramente material. Aquella que, según la carne, era la madre de nuestra Cabeza, se convirtió en madre de todos sus miembros. A través de sus poderosas oraciones, obtuvo que el espíritu de nuestro Divino Redentor fuera otorgado a la recién fundada Iglesia en Pentecostés. Ella es la Santísima Madre de todos los miembros de Cristo, y reina en el cielo con su Hijo, su cuerpo y alma refulgentes de gloria celestial.

#### Adopción del dogma de la Asunción
En 1950 Pío XII definió la Asunción de María como artículo de fe para los católicos, el dogma de la asunción:
Por la autoridad de nuestro Señor Jesucristo, de los bienaventurados Apóstoles Pedro y Pablo, y por nuestra propia autoridad, pronunciamos, declaramos y definimos como dogma divinamente revelado: que la Inmaculada Madre de Dios, la siempre Virgen María, habiendo completado el curso de su vida terrena, fue asunta en cuerpo y alma a la gloria celestial.
El dogma de la asunción corporal de la Virgen María es la coronación de la teología del Papa Pío XII. Fue precedida por la encíclica Deiparae Virginis Mariae de 1946, en la que se pedía a todos los obispos católicos que expresaran su opinión sobre una posible dogmatización. En esta declaración dogmática, la frase "habiendo completado el curso de su vida terrena" deja abierta la cuestión de si la Virgen María murió antes de su Asunción, o, si fue asumida antes de morir; ambas posibilidades están permitidas. La Asunción de María fue un don divino a María como Madre de Dios, y por ello también testimonio de la naturaleza divina de su Hijo.

#### Nuevas fiestas marianas
El Papa Pío XII instituyó en 1944 la fiesta del Inmaculado Corazón de María, que se celebraría el 22 de agosto, coincidiendo con la tradicional octava día de la Asunción. (En 1969, el Papa Pablo VI trasladó la celebración del Inmaculado Corazón de María al sábado inmediatamente posterior a la Solemnidad del Sagrado Corazón de Jesús).
.

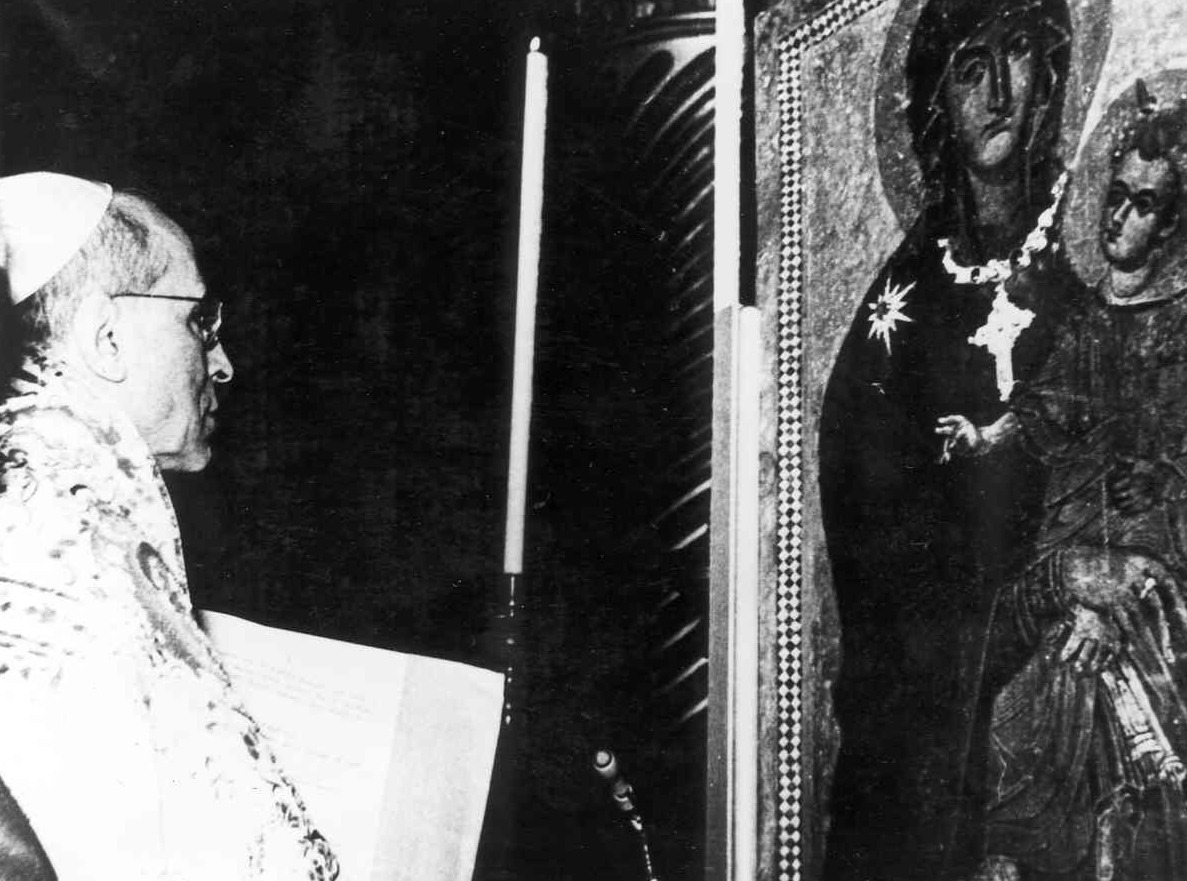
Coronación del icono de la Salus Populi Romani en Roma por el Papa Pío XII en 1954, en relación con su anuncio de una nueva fiesta mariana para la Reina de los Cielos

En la encíclica del 11 de octubre de 1954 Ad Caeli Reginam, introdujo una nueva fiesta mariana, la Reina de los Cielos.
Asunta al cielo, así el Papa Pío, "María está con Jesucristo, su divino hijo. María debe ser llamada Reina, no sólo por su divina maternidad de Jesucristo, [su único hijo,] sino también porque Dios ha querido que tenga un papel excepcional en la obra de nuestra salvación eterna." La encíclica argumenta que Cristo, porque nos redimió, es nuestro Señor y rey por un título especial, así también la Santísima Virgen (es nuestra reina), a causa de la manera única en que asistió a nuestra redención, dando de su propia sustancia, ofreciéndolo gratuitamente por nosotros, por su singular deseo y petición e interés activo en nuestra salvación".
Al mismo tiempo que asociaba estrechamente las celebraciones del Corazón Inmaculado de María y del Sagrado Corazón de Jesús, el Papa Pablo VI trasladó la celebración de la Realeza de María del 31 de mayo al 22 de agosto, asociándola a la fiesta de su Asunción.

#### Escritos mariológicos
En varias encíclicas y cartas apostólicas dirigidas al pueblo de Polonia y de otros países situados tras el telón de acero, expresó la certeza de que la Santísima Virgen María triunfaría sobre sus enemigos.
El 8 de septiembre de 1953, la encíclica Fulgens Corona anunciaba un año mariano para 1954, centenario del dogma de la Inmaculada Concepción. El papa Pío XII dejó abierta la cuestión de la Mediadora, el papel de la Virgen en los actos de salvación de su hijo Jesucristo. En la encíclica Ad Caeli Reginam promulgó la fiesta, Reina de los Cielos. Pío XII, habiendo sido consagrado el 13 de mayo de 1917, el mismo día en que se cree que se apareció por primera vez Nuestra Señora de Fátima, consagró el mundo al Corazón Inmaculado de María en 1942, de acuerdo con el segundo "secreto" de Nuestra Señora de Fátima. (Sus restos serían enterrados en la cripta de la Basílica de San Pedro el día de la festividad de Nuestra Señora de Fátima, el 13 de octubre de 1958).
En 1950 y en 1958 autorizó instituciones para aumentar la investigación académica sobre la veneración de la Bendita Virgen María. En 1953, el Papa Pío ordenó un año mariano para 1954, el primero en la historia de la Iglesia. El año estuvo lleno de iniciativas marianas, en los ámbitos de la mariología, los eventos culturales, la caridad y las reuniones sociales.: 534  En sus encíclicas Fulgens Corona y Ad Caeli Reginam presentó una síntesis de la mariología de la Iglesia y advirtió contra los excesos y la tímida infrarrepresentación de la fe católica.

#### Investigación mariológica
El papa Pío apoyó decididamente la investigación mariana con la fundación o ampliación de varios centros de investigación en Roma. 
En 1950 y en 1958 autorizó instituciones para aumentar la investigación académica sobre la veneración de María.
Apoyó o recompensó la investigación mariológica de estudiosos como Gabriel Roschini, Raimondo Spiazzi, Otto Faller y Sebastian Tromp. Roschini fue nombrado jefe del Marianum, a Spiazzi y Tromp se les pidió que ayudaran a escribir sus encíclicas, Faller recibió una medalla papal por su trabajo. Los centros de investigación eran:
- Academia Mariana Salesiana: concedió la fundación de la Academia Mariana Salesiana que forma parte de una universidad papal. La Academia apoya los estudios salesianos con el objetivo de fomentar la veneración de la Santísima Virgen en la tradición de Juan Bosco.[11]: 534
- Centro Mariano Montfortano: en 1950, el Centro Mariano Montfortano se trasladó de Bérgamo a Roma. El Centro promulga las enseñanzas de Luis María Grignion de Montfort, canonizado anteriormente por Pío XII. Publica el mensual Madre e Regina que promulga la orientación mariana de Montfort.[11]: 535
- Marianum fue creado en 1950 y confiado a la Orden de los Servitas. Está autorizado a conceder todos los grados académicos, incluido el doctorado en teología. Desde 1976, cada dos años el Marianum organiza conferencias internacionales para encontrar formulaciones modernas que se aproximen al misterio de María.[11]: 535
- Collegamento Mariano Nazionale (1958) fue la última iniciativa mariana del Papa Pío XII. Coordina las actividades de los centros marianos de Italia y organiza peregrinaciones marianas y semanas de estudio mariano para sacerdotes. Además, puso en marcha encuentros juveniles marianos y publica la revista Madonna.[11]: 534

De estas organizaciones, el Marianum es el centro marilógico más activo de Roma. Este pontificio instituto católico fue fundado por el padre Gabriel Roschini (que luego lo dirigió durante varios años) bajo la dirección del papa Pío XII en 1950. En el Marianum se puede obtener un máster en Mariología (programa académico de 2 años) y también un doctorado en Mariología. Este centro mariológico dispone de una biblioteca con más de 85.000 volúmenes sobre mariología y varias revistas y periódicos de interés teológico y mariológico. Marianum'] es también el nombre de la prestigiosa revista de teología mariana, fundada anteriormente por el padre Roschini en 1939.: 535 

### Juan XXIII
El 30 de noviembre de 1934, Angelo Roncalli fue nombrado Delegado Apostólico en Turquía. El arzobispo Roncalli hizo inscribir las palabras Ad Jesum per Mariam sobre su capilla en la Delegación Apostólica de Estambul, ya que creía que la mariología era la clave para la unidad con los ortodoxos; la Theotokos era la parte esencial de una herencia común. Cuando, en la primavera de 1954, se le pidió su opinión sobre la nueva fiesta propuesta de la Realeza de María, el Cardenal Roncalli respondió que la consideraba innecesaria y, desde una perspectiva ecuménica, contraproducente. Por las mismas razones, más tarde como Papa, declinó la petición de una definición dogmática de la "maternidad espiritual de María".
Aquejado de un cáncer de estómago al final de su vida, la meditación del Papa Juan sobre la Asunción era profundamente cristológica. "El misterio de la Asunción trae a casa el pensamiento de la muerte, de nuestra muerte, y difunde en nosotros un estado de ánimo de pacífico abandono; nos familiariza y nos reconcilia con la idea de que el Señor estará presente en nuestra agonía de muerte, para recoger en sus manos nuestra alma inmortal."

### Pablo VI

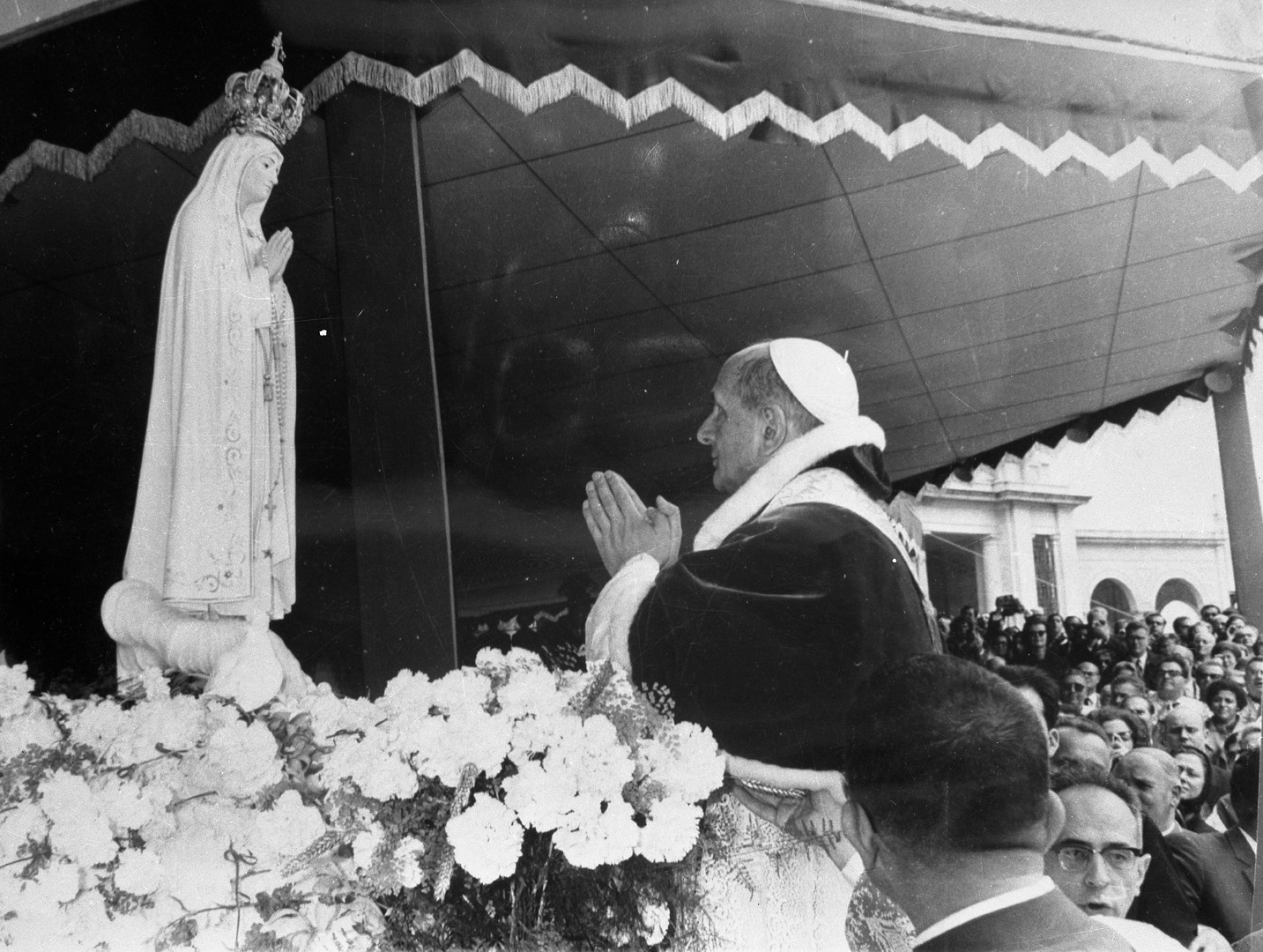
Pablo VI durante su visita al Santuario de Fátima en 1967

El papa Pablo VI (1963-1978) intentó presentar las enseñanzas marianas de la Iglesia en vista de su nueva orientación ecuménica. En su encíclica inaugural Ecclesiam Suam (sección siguiente), el Papa llamó a María el ideal de la perfección cristiana. Considera que "la devoción a la Madre de Dios es de suma importancia para vivir la vida del Evangelio".
En su discurso de clausura de la tercera sesión del Concilio Vaticano II, el 21 de noviembre de 1964, Pablo VI proclamó que "María es la Santísima Madre de la Iglesia, es decir, la Madre de todo el Pueblo de Dios, tanto de los fieles como de los pastores" René Laurentin dijo que la Comisión Teológica había considerado y rechazado el título "Madre de la Iglesia" no porque pensaran que fuera erróneo, sino porque era fatalmente propenso a malentendidos, y abierto a la sugerencia de que parecía.
La encíclica Mense Maio del 29 de abril de 1965 se centra en la Virgen María, a quien tradicionalmente se dedica el mes de mayo como Madre de Dios. Pablo VI escribe que María debe ser considerada justamente como el camino por el que los hombres son conducidos a Cristo. Por tanto, quien encuentra a María no puede dejar de encontrar a Cristo. Escribe que la Reina del Cielo es confiada por Dios, como administradora de su compasión.
En su encíclica de 1966 Christi Matri, recomienda el rosario a la luz de la guerra de Vietnam y los peligros de los conflictos atómicos. Se debe invocar a la Reina de la Paz y Madre de la Iglesia: "Nada parece más apropiado y valioso que las oraciones de toda la familia cristiana se eleven a la Madre de Dios, a la que se invoca como Reina de la Paz, rogándole que derrame abundantes dones de su bondad maternal en medio de tantas y tan grandes pruebas y dificultades. Queremos que se eleven constantes y devotas oraciones a Aquella a quien declaramos Madre de la Iglesia, su madre espiritual, durante la celebración del Concilio Vaticano II".
Pablo VI enseñó que el rosario es un resumen de la enseñanza evangélica. Su nuevo Misal incluye todas las nuevas oraciones marianas. Y en su exhortación de 1974 Marialis Cultus, vuelve a promover las devociones marianas, destacando las oraciones del Ángelus y del Rosario. María merece las devociones porque es la madre de la gracia y por su papel único en la redención. En el quincuagésimo aniversario de la aparición mariana en Fátima, Pablo VI realizó una peregrinación allí, la primera de un Papa. Allí vinculó la veneración a María con su papel en la salvación del género humano.: 128 

### Juan Pablo II

Escudo de armas de Juan Pablo II con una Cruz Mariana

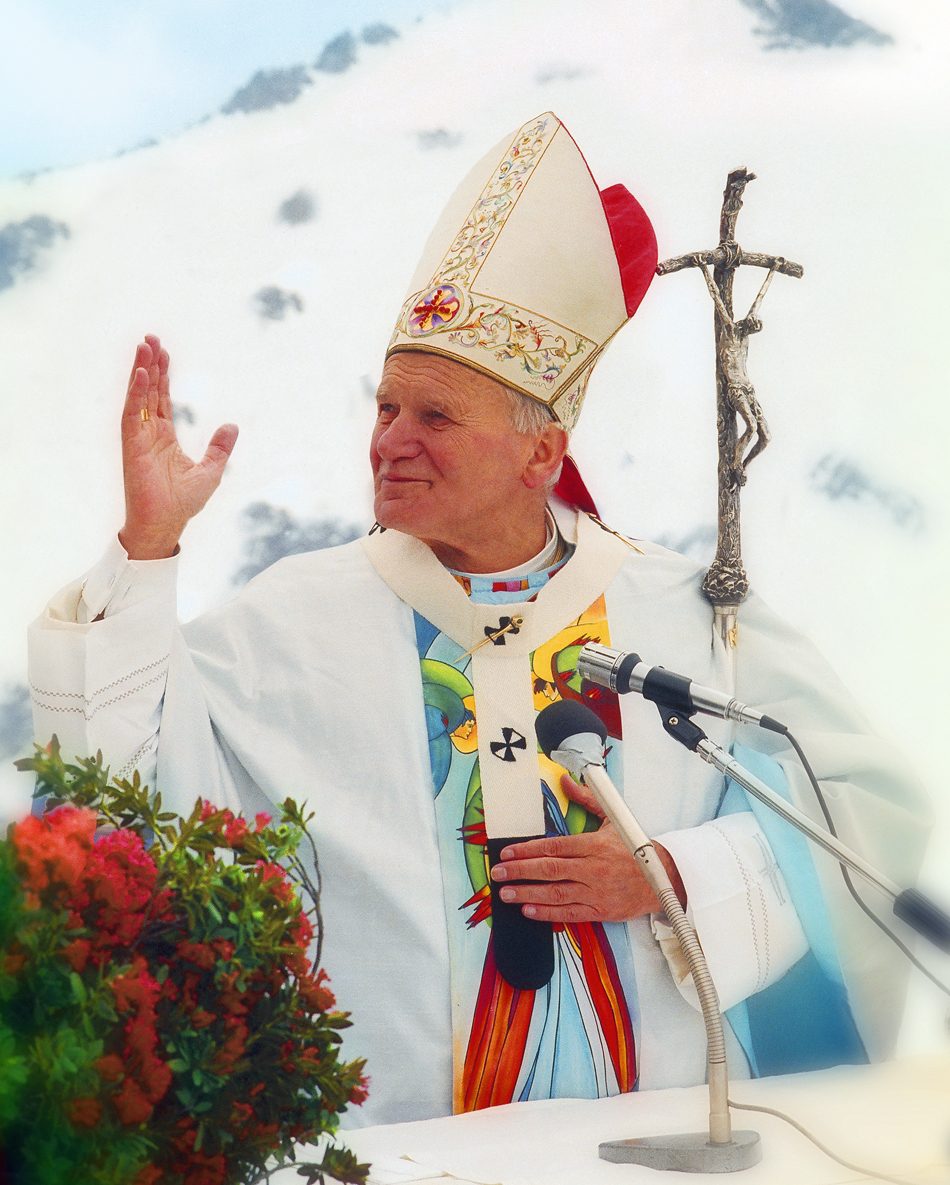
Papa Juan Pablo II

La dirección de la Iglesia Católica durante la última parte del siglo XX estuvo dominada por las opiniones del Papa Juan Pablo II, cuya perspectiva tenía un énfasis mariano muy fuerte. Y reflejó deliberadamente sus opiniones marianas en el diseño de su escudo de armas utilizando una Cruz Mariana. Según L'Osservatore Romano, el uso de la Cruz Mariana en su escudo de armas se apartaba de los modelos  heráldicos tradicionales y pretendía enfatizar la presencia de la Virgen María bajo la Cruz en el Calvario y su especial participación en el proceso de redención.
De joven, Karol Wojtyła estuvo profundamente influido por los escritos del sacerdote francés Luis María Grignion de Montfort; especialmente por la obra de Montfort Tratado de la verdadera devoción a la Santísima Virgen. Peter Hebblethwaite afirma que la devoción mariana de Juan Pablo II es una combinación de la espiritualidad francesa del siglo XVII y el nacionalismo polaco, donde ser católico forma parte de la identidad polaca y María es venerada como la "Reina de Polonia". Hebblethwaits sugiere que este enfoque podría resonar menos fuera de la singular experiencia nacional polaca.
Juan Pablo II atribuyó su supervivencia a un intento de asesinato el 13 de mayo de 1981 (fiesta de Nuestra Señora de Fátima) a la protección de María. Un año después, peregrinó a Portugal en acción de gracias.
En la encíclica de 1987 Redemptoris Mater y en la audiencia general del 17 de septiembre de 1997, Juan Pablo II reiteró el título de María, Madre de la Iglesia. La encíclica es un resumen de la mariología moderna, con algunos puntos novedosos. Según Juan Pablo II, la Madre del Redentor ocupa un lugar preciso en el plan de salvación.
Si el saludo y el nombre "llena de gracia" dicen todo esto, en el contexto del anuncio del ángel se refieren ante todo a la elección de María como Madre del Hijo de Dios. Pero al mismo tiempo la "plenitud de gracia" indica toda la munificencia sobrenatural de la que María se beneficia al ser elegida y destinada a ser la Madre de Cristo. Si esta elección es fundamental para la realización de los designios salvíficos de Dios sobre la humanidad, y si la elección eterna en Cristo y la vocación a la dignidad de hijos adoptivos es el destino de todos, entonces la elección de María es totalmente excepcional y única. De ahí también la singularidad y unicidad de su lugar en el misterio de Cristo.
.

La carta apostólica de 2002 Rosarium Virginis Mariae del Papa Juan Pablo II sobre el Rosario comunicaba aún más su enfoque mariano al explicar cómo su lema personal Totus Tuus se inspiraba en la doctrina de San  Luis de Montfort sobre la excelencia de la devoción mariana y la consagración total. En Rosarium Virginis Mariae, Juan Pablo II citó a Luis de Montfort, y dijo:
Toda nuestra perfección consiste en estar conformes, unidos y consagrados a Jesucristo. De ahí que la más perfecta de todas las devociones sea, sin duda, la que nos conforma, une y consagra más perfectamente a Jesucristo. Ahora bien, como María es de todas las criaturas la más conformada a Jesucristo, se sigue que entre todas las devociones la que más consagra y conforma un alma a nuestro Señor es la devoción a María, su Santa Madre, y que cuanto más se consagre un alma a ella tanto más se consagrará a Jesucristo.
.

### Benedicto XVI
El Papa Benedicto XVI continuó el programa del Papa Juan Pablo II para una reorientación de toda la Iglesia con el fin de asegurar un enfoque auténtico de la cristología a través de un retorno a "toda la verdad sobre María". Como el cardenal Ratzinger, escribió:
Es necesario volver a María si queremos volver a esa "verdad sobre Jesucristo", "verdad sobre la Iglesia" y "verdad sobre el hombre".

### Papa Francisco
En una homilía, Francisco comparó a María al pie de la Cruz con las madres de los presos que había conocido en Buenos Aires. Pero en cuanto a añadir más títulos a María, Francisco observó que "nunca quiso para sí algo que fuera de su hijo. [...] Nunca se presentó como corredentora". Francisco calificó de "tontería" la invención de nuevos títulos y dogmas.

## Documentos papales mariológicos
Bulas papales
- Dominici Gregis
- Ineffabilis Deus: estableció el dogma de la Inmaculada Concepción.
- Bis saeculari
- Munificentissimus Deus: estableció la Asunción de María por el Papa Pío XII.

Encíclicas
- Ad diem illum laetissimum
- Deiparae Virginis Mariae 1948 Pío XII sobre la Asunción de la Santísima Virgen
- Ingruentium Malorum
- Fulgens Corona 1953 por Pío XII en el centenario del dogma de la Inmaculada Concepción
- Ad Caeli Reginam 1954 por Pío XII sobre Reinado de María
- Redemptoris Mater
- Auspicia Quaedam 1948 Pío XII sobre las oraciones marianas por la paz
- Carta apostólica
- Gloriosae Dominae
- Marialis Cultus
- Rosarium Virginis Mariae